# Echo da Beira

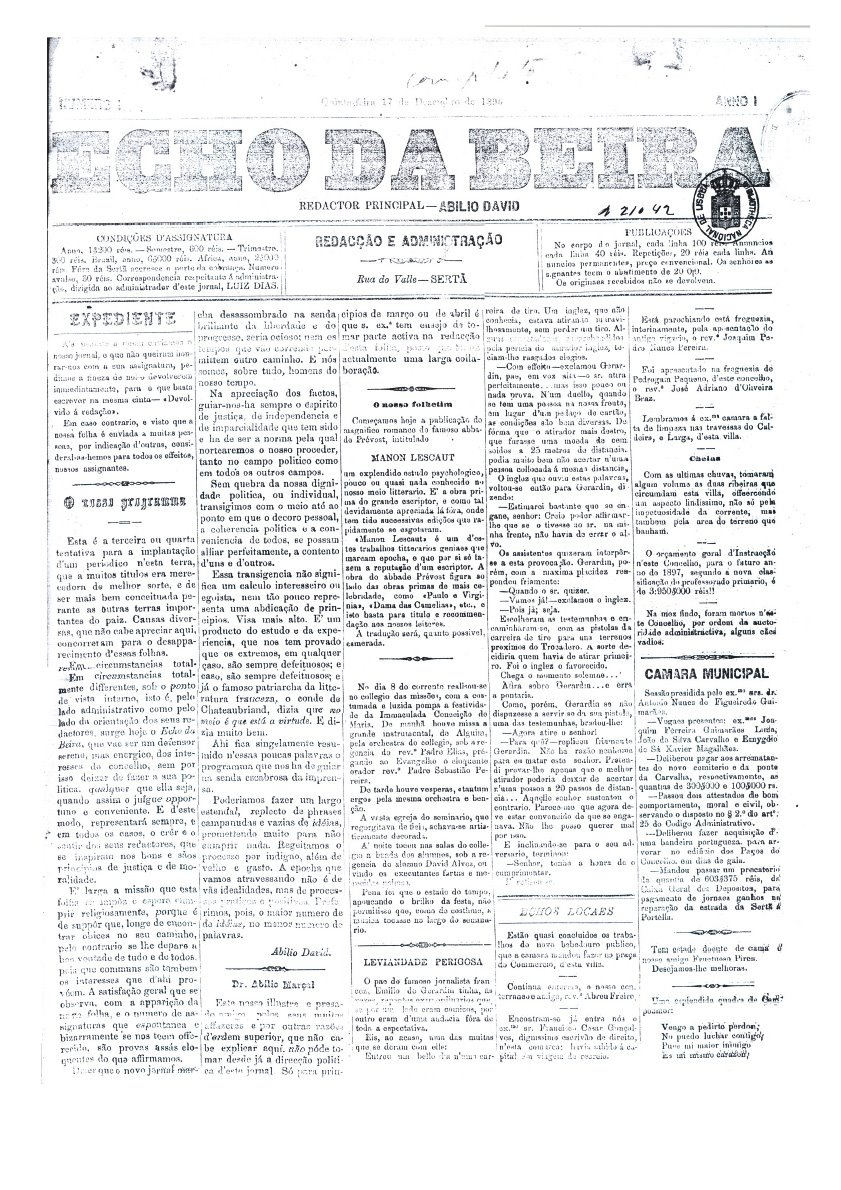
Primeiro número do
Echo da Beira.

O Echo da Beira foi um jornal hebdomadário publicado na Sertã entre a 17 de Dezembro de 1896 até ao dia 22 de Dezembro de 1899, tendo sido depois reatado por duas ocasiões: entre 20 de Fevereiro de 1910 e data incerta e de 16 de Agosto de 1914 a 14 de Julho de 1918.
O jornal era dirigido por Abílio David. Terá sido o quinto jornal a ser publicado na Sertã, depois do Correio da Certã, Jornal da Certã, Campeão do Zêzere, e Correio da Província.
No primeiro número, iniciou-se a publicação do romance Manon Lescaut (do Abade Prévost), em folhetins.